# Fjärdhundra nation
Fjädrundaland nation var en studentnation vid Uppsala universitet från mitten av 1600-talet fram till 1823. Den samlade studenter från Fjädrundaland i Uppland.

## Historia
Fjärdhundra nations stadgar fastställdes den 20 mars 1659. Nationen är inte omnämnd i konsistorieprotokollet från den 23 april 1656 då studentnationerna redovisade sina räkenskaper för universitetets rektor. Det har därför antagits att Fjärdhundra nation grundats någon gång mellan 1656 och 1659. Sannolikt för dela de uppländska studenterna i flera nationer.
1823 sammanslogs Fjärdhundra nation med Uplands nation.

## Inspektorer
När universitetet utsåg inspektorer för studentnationerna 1663 blev professor Petrus Fontelius den förste inspektorn för Fjärdhundra nation. Samuel Ödmann blev den siste.